# Dorcadion aethiops
Dorcadion aethiops (Syn.: Carinatodorcadion aethiops), ist ein Käfer aus der Familie der Bockkäfer und der Unterfamilie Lamiinae. Das vom Südosten her nach Mitteleuropa vordringende Tier gehört zu den Erdböcken, die auf dem Boden leben.

## Bemerkungen zum Namen
Die Art wurde erstmals 1763 von Scopoli als Cerambyx aethiops beschrieben. Scopoli beginnt die Diagnose der Art mit: Totus niger, ... (lat. völlig schwarz, ..). Dies erklärt den Artnamen „aethiops“ (von altgr. αιθίοψ aithíops Brandgesicht, Mohr,) „Aethiops“ ist in der wissenschaftlichen Nomenklatur für schwarze Tiere gebräuchlich und gibt keinen Hinweis auf die Herkunft. Der gelegentlich benutzte deutsche Name „Äthiopischer Erdbock“ ist deswegen irreführend.
Der Gattungsname „Dorcadion“  (von altgr. δορκάς dorkas, Gazelle δορκάδιον dorkádion, Böckchen) drückt aus, dass es sich um kleinere Bockkäferarten handelt. Dies trifft auf Dorcadion aethiops nicht zu. Carinatodorcadion ist ein Dorcadion mit einem Kiel (lat. carina = Kiel). Carinatodorcadion wird je nach Autor als Gattung oder traditionell als Untergattung von Dorcadion eingestuft mit einer unterschiedlichen Anzahl von Arten.

## Merkmale des Käfers
Der Körper ist schwarz. Er ist länglich oval und erreicht eine Länge von 12 bis 26 Millimeter.
Der Kopf ist zur Körperachse senkrecht nach unten geneigt, die Mundwerkzeuge zeigen nach unten. Der Vorderrand des Kopfschildes ist vorgezogen, die Basis der Mandibeln liegt in einer tieferen Ebene. Von vorn betrachtet ist der Kopfschild über der Oberlippe gerade abgeschnitten (in Abb. 4 bei voller Vergrößerung sichtbar). Die elfgliedrigen Fühler sind lang, erreichen in beiden Geschlechtern jedoch nur etwa die Mitte der Deckflügel. Das erste Fühlerglied ist sehr robust, das zweite wie bei fast allen Bockkäfern kurz und erinnert an die Form eines Fruchtbechers der Eichel. Das dritte Fühlerglied ist kürzer als das erste (Abb. 3). Das Längenverhältnis von erstem zu drittem Fühlerglied ist ein wichtiges Merkmal für die Unterscheidung der Gattungen. Die folgenden Fühlerglieder werden zunehmend kleiner, sie sind am Ende alle etwas knotig verdickt (Abb. 5). Die nierenförmigen Facettenaugen umgreifen die Fühlerbasis von hinten. Auf dem Scheitel sind die Innenränder der Augen stärker einander genähert als die Innenränder der Fühlerbasen (links in Abb. 3., am linken Rand von Abb. 3. und im Taxobild erkennbar).
Der Halsschild ist etwas breiter als lang und an den Seiten in einen spitzen Höcker ausgezogen. Die Längsmittellinie ist höchstens andeutungsweise eingesenkt, im Gegensatz zum Braunroten Erdbock (Dorcadion fulvum) nicht deutlich rinnenartig vertieft (Abb. 6).
Die Flügeldecken sind schwarz glänzend, selten etwas bräunlich. Weder an der Flügeldeckennaht noch an den Rändern der Flügeldecken ist eine weiße Tomentierung zu finden. Die Art ist flugunfähig, die Hinterflügel sind zurückgebildet, die Deckflügel an der Naht miteinander verwachsen.
Die Beine sind sehr robust. Die fünfgliedrigen Tarsen erscheinen nur viergliedrig (pseudotetramer), da das sehr kleine vierte Tarsenglied zwischen den Lappen des dritten Tarsengliedes verborgen liegt.
| Abb. 1: Paarung, Seitenansicht Abb. 2: Unterseite Abb. 3: Fühlerglieder eins bis drei schwarz:Längen der drei Glieder | Abb. 4: Vorderansicht Abb. 5: Fühler Abb. 6:Halsschild links Kopf, rechts Flügeldecken |

## Biologie
Die Art ist sehr wärme- und trockenheitsliebend (xerothermophil) und kommt in offenem Gelände vor. Die Imagines fressen Blätter und Wurzeln.
Die Larven fressen Graswurzeln. Zur Entwicklung brauchen sie ein Jahr. Die Verpuppung findet in der Erde statt. Die Käfer erscheinen im Frühjahr und bewegen sich träge.

## Verbreitung
Das Verbreitungsgebiet der Art ist sehr kompakt und auf Südosteuropa und die Ukraine beschränkt, Polen, Deutschland, die Schweiz und Italien liegen bereits außerhalb des Verbreitungsgebietes, in Albanien und Griechenland ist das Vorkommen fraglich.